# Cris Morena
María Cristina de Giácomi (Buenos Aires, 23 de agosto de 1956), conocida por su nombre artístico Cris Morena, es una actriz, compositora, modelo, presentadora, productora, empresaria y cazatalentos argentina. Es la creadora de sucesos juveniles como Verano del 98, Rebelde Way, Alma pirata, Casi ángeles y Aliados e infantiles como Chiquititas, Rincón de luz, Floricienta, Margarita, Jake & Blake. Fue la conductora del icónico programa juvenil de los años 1990 Jugate conmigo. También produjo las comedias de situación para adultos Amor mío y B&B.

## Biografía

### Comienzos
En 1973, cuando tenía 17 años, fue imagen de los jeans Lee. Al poco tiempo, fue seleccionada para trabajar en el equipo de Vol Tops, donde conoció a Gustavo Yankelevich. Estuvieron 25 años juntos y, fruto de la relación, nacieron Romina y Tomás. Morena se retiró del ámbito artístico durante un tiempo para cuidar a su familia. Estudió para ser trabajadora social, pero dejó sus estudios estando a dos materias de recibirse, cuando irrumpió la última dictadura cívico-militar argentina.

### Trayectoria actoral
En 1980 hizo su debut televisivo en la telenovela Dulce fugitiva, donde interpretó al personaje de Laura Morena, de donde surgió su nombre artístico. Ese mismo año actuó en Romina, protagonizada por Dora Baret. En esa época también realizó algunas obras de teatro. Entre 1983 y 1989 trabajó en el programa humorístico Mesa de noticias. En 1990 continuó su carrera como actriz en la telecomedia Amigos son los amigos como coprotagonista junto a Carlos Calvo y Pablo Rago, actuando en las dos primeras temporadas. En cine actuó en tres filmes dirigidos por Enrique Carreras: Los colimbas se divierten (1986), Rambito y Rambón (1986) y Los colimbas al ataque (1987). En 1991 Morena trabajó como conductora en el mundo del espectáculo con su programa de entretenimiento y música Jugate conmigo, dirigido al público adolescente, lo que le valió un premio Martín Fierro como «Mejor programa de entretenimientos de la televisión argentina». En 1994 Morena protagonizó la telenovela Quereme, junto a Juan Palomino y algunos de los chicos del elenco de Jugate conmigo (de 1991 y 1993).

### Trayectoria musical
En 1979 comenzó su carrera como compositora musical. Compuso temas para artistas como Silvana Di Lorenzo, Sergio Denis, Cae, Sandra Mihanovich, Flavia Palmiero, Michel, Xuxa y para programas como Indiscreciones, Ritmo de la noche, Mi familia es un dibujo, Brigada cola, Jugate conmigo, Verano del 98, Chiquititas, Cebollitas, Rebelde Way, Rebelde, Rincón de luz, Floricienta, Alma pirata, Casi ángeles, Bella & Bestia, Jake & Blake, Atrapados, Supertorpe, Aliados, Samurai, Te quiero y me duele, Margarita, entre otros. Entre sus composiciones más conocidas se encuentran: «Corazones al viento», «La tarde», «A ver si pueden», «Verano del 98», «Jugate conmigo», «Nada nos puede pasar», «Tiempo», «Memoria», «Qué se siente», «Miedo a perderte» «Que nos volvamos a ver», «Pobres los ricos», «Mi vestido azul», «Corazón con agujeritos», «Hay un lugar», «Por qué», «Pimpollo» y «Flores amarillas». También se destacó por cantar los jingles de Telefe.

### Trayectoria empresarial

#### Ficciones, obras, discos y películas producidas
Morena empezó a producir programas de televisión en 1991, empezando por Jugate conmigo, el cual culminó en 1994, y al año siguiente realizó otro programa similar, Jugate con todo. 

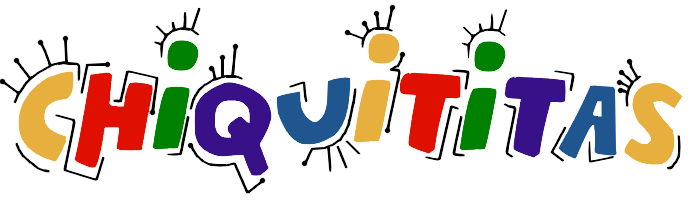
Chiquititas, fue la primera ficción de la productora y una de las franquicias más populares de la televisión argentina y fue la que consolidó a Cris Morena como una reconocida y poderosa productora. Fue la primera franquicia de televisión del país y cambió la forma de producir, vender y exportar programas locales.

En 1995 su esposo Gustavo Yankelevich produjo Chiquititas, una telenovela infantil sobre niños huérfanos, protagonizada en su versión original por su hija, Romina Yan, luego por Grecia Colmenares, más tarde por Romina Gaetani y por último por Agustina Cherri. En la primera temporada de 1995, solo escribió las letras para las canciones del programa. Pero al año siguiente, en 1996, Gustavo le propuso tomar el puesto para producir la segunda temporada, lo cual ella aceptó, convirtiéndose en la productora permanente del programa por las siguientes temporadas, haciéndose notable al agregado de elementos mágicos como la ventanita de los sueños o el libro de la vida, elementos que la primera temporada no tenía. La ficción contó con siete temporadas televisivas consecutivas, convirtiéndola en un clásico. Entre 1996 y 2001, se presentó una versión teatral musical. Estuvo en cartelera durante seis temporadas y la vieron más de un millón de espectadores, produciendo punto de inflexión en la historia del teatro-TV en Argentina. Se editaron siete discos musicales, que vendieron más de 4 millones de copias en todo el mundo y fue transmitida en más de 36 países de Latinoamérica, Europa y Asia. En 2001 se estrenó la película, Chiquititas: Rincón de luz, dando fin a la serie.
En 1998 produjo la telenovela juvenil, Verano del 98, con una gran producción para la época, recreando un pueblo ficticio llamado Costa Esperanza, ubicado en la ciudad real de Tigre, en el Gran Buenos Aires. Fue pensada como una novela de verano para rellenar la programación durante esos meses, pero debido al enorme éxito, Telefe decidió continuarla y Morena dejó la producción a cargo del canal. Aun así compuso todos los temas de la banda sonora de las tres temporadas que duró la telenovela.
En 2002, ya con su propia productora, Cris Morena Group, produjo Rebelde Way, una novela adolescente protagonizada por Camila Bordonaba, Benjamin Rojas, Luisana Lopilato y Felipe Colombo, que también fueron protagonistas en Chiquititas. Llegó al Teatro Gran Rex con el recital de su banda de música derivada de la ficción, Erreway, la serie se emitió hasta 2003 y culminó con la película Erreway: 4 caminos. Además con el grupo musical, editó tres álbumes de estudio y realizó giras por América Latina, Europa y Medio Oriente. Fue trasmitido por importantes cadenas internacionales como Fox Kids. 
En 2003 comenzó una novela infantil, Rincón de luz, un spin off de Chiquititas, la cual también tuvo su propio álbum con doce canciones, protagonizada por Soledad Pastorutti y Guido Kaczka. También contó con una gira teatral en Israel. El canal internacional Boomerang, emitió la ficción en toda habla hispana, y el canal Viva en Israel. 

Floricienta, el mayor éxito producido por Cris Morena en su historia.

En 2004 estrenó en Canal 13 una nueva tira infantil, Floricienta. Esta fue llevada al teatro en sus dos temporadas y entre 2005 y 2007 realizó una gira por América Latina e Israel con conciertos. También contó con dos álbumes de estudio, dos de karaoke y uno de grandes éxitos. Floricienta fue emitida por Disney Channel para toda América Latina, por Sony para España, y por otras cadenas de Europa del este e Israel. 
En 2005 Morena volvió a Telefe produciendo su primera sitcom, Amor mío, dirigida por su hijo Tomás Yankelevich y protagonizada por Romina Yan y Damian de Santo.
En 2006, produjo el retorno de Chiquititas sin fin con Jorgelina Aruzzi como protagonista. La adaptación tuvo una temporada teatral en el Gran Rex, una gira por Argentina y un álbum musical. Además fue emitida por Disney Channel para toda América Latina. 
Ese año también creó Alma pirata, una serie de ciencia ficción con música de ella, y con el protagónico de Mariano Martínez, Luisana Lopilato, Benjamín Rojas y Fabian Mazzei, y luego la incorporación de Nicolás Vázquez en reemplazo de Martínez.
En 2007 produjo la serie para adolescentes Casi ángeles que duró hasta 2010, y creó el grupo pop derivado Teen Angels. Se emitió en Telefe para Argentina, en Disney Channel y Jetix para el mercado latino, y en diferentes cadenas de Europa e Israel. Contó con cuatro temporadas teatrales en Gran Rex, que batieron récord de asistencia, además con el grupo lanzó seis álbumes de estudio, uno de grandes éxitos (La Historia) y dos en vivo. También con la banda y el espectáculo de la serie, se realizaron giras por todo Argentina, América Latina, Europa y Medio Oriente.
En 2008 produjo B&B (Bella y Bestia), una comedia familiar que contó con los mismos protagonistas de Amor mío, Yan y De Santo.
Para el mercado internacional, Morena coprodujo en dicho año junto a Televisa Lola, érase una vez, versión mexicana de Floricienta y la segunda temporada de Amor mío en México.
En 2009 Morena creó una serie para Disney Channel, Jake & Blake, que tendría una versión en español para Disney Channel Latinoamérica, y otra en inglés para Disney Channel en Estados Unidos. También realizó un musical titulado Despertar de primavera (del musical de Broadway, Spring Awakening) durante 2010.
En diciembre de 2010, luego de la muerte de su hija Romina Yan, Morena decidió cerrar su productora Cris Morena Group y retirarse de los medios.
En 2011, se estrenó Atrapados, una serie para internet grabada en 2008. Fue creada por Morena y dirigida por su hijo, Tomás Yankelevich.
En 2013 volvió a la pantalla de Telefe con su nueva tira juvenil llamada Aliados. En 2014 se estrenó la segunda y última temporada de la serie, además se estrenó su versión teatral en el Gran Rex, llamada, Aliados, el musical. De la ficción se desprendieron dos álbumes musicales. La cadena Fox emitió la serie internacionalmente.
En 2015 se anunció que Floricienta tendrá su versión animada, producida y escrita por Morena, y dirigida por Juan José Campanella, en asociación con Discovery Kids.
En 2018 anunció que vendió el formato de su programa Rebelde Way a Netflix, quien produce una versión prevista para 2020 con los mismos nombres de los personajes de la serie.
El 5 de septiembre de 2018, al conmemorarse un nuevo cumpleaños de Romina Yan, Morena realiza el homenaje "ViveRo, noche de sueños", dedicado a la memoria de su hija y con un fin solidario. El total de lo recaudado durante el evento fue donado a la fundación Sí, que se dedica a la construcción de grandes casas para estudiantes de Argentina. Dicho show contó con la actuación de grandes personalidades como Patricia Sosa, Valeria Lynch, Áxel, Sandra Mihanovich, Luciano Pereyra, Peter Lanzani, Lali Espósito, María Eugenia Suárez, Topa, Jorgelina Aruzzi, Facundo Arana, Abel Pintos, entre otros. En diciembre de 2018 se lanzó un álbum con la música de dicho show.
En diciembre de 2019, la serie Rebelde Way llegó a la plataforma Netflix, generando una gran repercusión entre la audiencia.
En agosto de 2020, Floricienta volvió a emitirse por Telefe generando repercusión en los argentinos. Junto a la ficción volvió las famosas tardes de merienda en familia. Las personas de todas las edades demostraron su felicidad en las redes. El regreso de la novela no sólo generó puntos de rating a la cadena televisiva, sino que también se convirtió trendic tópic en las redes sociales cada vez que se emitía un episodio de Floricienta, quedando en exposición la gran repercusión que tuvo y tiene dicha novela.
En 2023 sale su primera serie para la plataforma digital HBO Max, llamada Te quiero y me duele, inspirada en una canción para su hija Romina.
En septiembre de 2024, se estrena Margarita, que tu cuento valga la pena", el spin off de Floricienta para la plataforma Max y telefe.

#### Cris Morena Group
En 2002 fundó una productora de multimedios. Los productos de Cris Morena Group se comercializaron a través de Telefe Internacional. Los enlatados de Rebelde Way, Casi ángeles, Chiquititas, Alma Pirata, Amor mío, Floricienta y Rincón de luz llegaron a más de 35 países de Latinoamérica, Europa Oriental, Asia y Europa Occidental. A partir de 2005 los productos comenzaron a venderse también como formatos.
Dentro de su productora existen talleres artísticos para formar y preparar a los niños y jóvenes seleccionados por casting. Sus famosos talleres (donde los prepara con clases de: actuación, canto, baile, etc) han servido como herramienta para iniciarlos artísticamente. La temática que utiliza sus series, es reflejar el mundo adolescente: «el valor de la amistad», «el amor» y «el difícil proceso de crecer», utilizando para esto metáforas y siendo la música una característica primordial en sus ficciones, y concientizar a las personas para cambiar el mundo de la soledad, el hambre, las inundaciones, la contaminación, etc.

### Semillero
Morena es una destacada cazatalentos de niños y adolescentes. Muchas figuras nacionales e internacionales, fueron descubiertas o dieron sus primeros pasos en alguna de sus ficciones. Entre los más destacados se pueden mencionar a: Luciano Castro, Michel Brown, Agustina Cherri, Lali Espósito, Camila Bordonaba, Luisana Lopilato, Felipe Colombo, Diego Mesaglio, Muni Seligmann, Candela Vetrano, Pablo Martínez, Mariano Torre, Tomás Fonzi, Benjamín Rojas, Agustín Sierra, Victorio D'Alessandro, Eugenia Suárez, Manuela Pal, Dolores Fonzi, Celeste Cid, Alejo Ortiz, Stéfano de Gregorio, Jazmín Stuart, Nicolás Riera, Gastón Soffritti, Peter Lanzani, Micaela Vázquez, Coco Maggio, Jenny Martínez, Eva De Dominici, Irene Goldszer, Valentina Zenere, Oriana Sabatini, David Chocarro, Rocío Igarzábal, Gastón Dalmau, Agustín Bernasconi, Agustina Lecouna, Inés Palombo, Ezequiel Castaño, Emilia Attias, Rodrigo Guirao Díaz, entre muchos más.

### Vida personal
En 1973 se casó con el productor y empresario Gustavo Yankelevich, con quien había empezado una relación un año antes. En 1974 tuvieron a su primera hija, la actriz y animadora Romina Yan, y en 1977 nació su segundo hijo, el productor y director Tomás Yankelevich. En 1997 se divorció de Yankelevich.
Su hija mayor, Romina, falleció el 28 de septiembre de 2010 en el Hospital Central de San Isidro, debido a un paro cardíaco «no traumático» causado por un aneurisma. El 29 de noviembre de 2010, en el último capítulo de la cuarta temporada de Casi ángeles, Cris Morena narró la frase:

«Así como el día sigue a la noche, todo final anuncia siempre un nuevo comienzo». «¡Que nos volvamos a ver!». «¡Gracias por tanto!».
Cris Morena

Su hijo Tomás fue director del canal de televisión argentino Telefe durante años, período en el cual coprodujo varios programas de la productora Cris Morena Group, y actualmente se desempeña como vicepresidente Ejecutivo de Turner Latinoamérica.

## Trabajos en cine y televisión

### Cine

#### Como actriz
| Año  | Título                           | Papel  | Director         |
| ---- | -------------------------------- | ------ | ---------------- |
| 1986 | Los colimbas se divierten        | Mónica | Enrique Carreras |
| 1986 | Rambito y Rambón, primera misión | Mónica | Enrique Carreras |
| 1987 | Los colimbas al ataque           | Mónica | Enrique Carreras |

#### Como productora
| Año  | Título                     |
| ---- | -------------------------- |
| 2001 | Chiquititas, rincón de luz |
| 2004 | Erreway: 4 caminos         |
| 2013 | Teen Angels: el adiós 3D   |

### Televisión

#### Como actriz y conductora
| Año         | Título                        | Personaje                             | Canal                 | Notas                                                          |
| ----------- | ----------------------------- | ------------------------------------- | --------------------- | -------------------------------------------------------------- |
| 1979        | Dulce fugitiva                | Laura Morena                          | ATC                   | Papel de reparto                                               |
| 1980        | Romina                        | Viveka (acreditada como Chris Morena) | ATC                   | Papel de reparto                                               |
| 1981        | Tato por ciento               | Ella misma                            | Canal 13              | Parte del elenco                                               |
| 1981        | Lo imperdonable               |                                       | ATC                   | Papel de reparto                                               |
| 1982        | Todo tuyo                     |                                       | Canal 13              | Papel de reparto                                               |
| 1982        | Silencio de amor              |                                       | Canal 13              | Papel de reparto                                               |
| 1982        | Las 24 horas                  |                                       | Canal 13              | Papel de reparto. Episodio: "Veinticuatro horas de la lotería" |
| 1983 - 1987 | Mesa de Noticias              | Cris                                  | ATC y Canal 13        | Papel de reparto                                               |
| 1988        | Ella contra mí                | Norma                                 | Canal 9               | Papel de reparto                                               |
| 1989        | La bonita pagina              | Carrizo (Capítulo: Yo soy aquel)      | ATC                   | Papel de reparto                                               |
| 1989 - 1990 | Las comedias de Darío Vittori | Mariel                                | Canal 13 y América TV |                                                                |
| 1990 - 1991 | Amigos son los amigos         | Cristina "Cris"                       | Telefe                | Coprotagonista                                                 |
| 1991 - 1994 | Jugate conmigo                | Ella misma                            | Telefe                | Conductora                                                     |
| 1994        | Quereme                       | Paula                                 | Telefe                | Protagonista                                                   |
| 1995        | Jugate con todo               | Ella misma                            | Telefe                | Conductora                                                     |

#### Como productora
| Año         | Título                  | Número de temporadas                                    | Número de episodios             | Canal                                      |
| ----------- | ----------------------- | ------------------------------------------------------- | ------------------------------- | ------------------------------------------ |
| 1991 - 1994 | Jugate conmigo          | 4 temporadas                                            | 700 episodios                   | Telefe                                     |
| 1994        | Quereme                 | 1 temporada                                             | 15 episodios                    | Telefe                                     |
| 1995        | Jugate con todo         | 1 temporada                                             |                                 | Telefe                                     |
| 1995 - 2001 | Chiquititas             | 7 temporadas                                            | 1017 episodios                  | Telefe                                     |
| 1998 - 2000 | Verano del 98           | 3 temporadas                                            | 679 episodios                   | Telefe                                     |
| 2002 - 2003 | Rebelde Way             | 2 temporadas                                            | 318 episodios                   | Canal 9 y América TV / Telefe (repetición) |
| 2003        | Rincón de luz           | 1 temporada                                             | 199 episodios                   | Canal 9 y América TV                       |
| 2004 - 2005 | Floricienta             | 2 temporadas                                            | 361 episodios                   | Canal 13                                   |
| 2005        | Amor mío                | 1 temporada                                             | 160 episodios                   | Telefe                                     |
| 2006        | Chiquititas sin fin     | 1 temporada                                             | 170 episodios                   | Telefe                                     |
| 2006        | Alma pirata             | 1 temporada                                             | 138 episodios                   | Telefe                                     |
| 2007 - 2010 | Casi ángeles            | 4 temporadas                                            | 579 episodios                   | Telefe                                     |
| 2008        | B&B                     | 1 temporada                                             | 123 episodios                   | Telefe                                     |
| 2009 - 2010 | Jake & Blake            | 2 temporadas                                            | 50 episodios                    | Disney Channel                             |
| 2011        | Atrapados               | 1 temporada                                             | 81 episodios                    | Yups Channel                               |
| 2013 - 2014 | Aliados                 | 2 temporadas                                            | 40 episodios (+ 228 webisodios) | Telefe / FOX Channel                       |
| 2018        | ViveRo: noche de sueños | Concierto en vivo y televisado en homenaje a Romina Yan | 1 especial                      | Telefe                                     |
| 2023        | Te quiero y me duele    | 1 temporada                                             | 13 episodios                    | Max                                        |
| 2024        | Margarita               | 1 temporada                                             | 40 episodios                    | Max / Telefe                               |

## Trabajos en teatro
Como productora
| Año         | Título                  | Lugar                                      |
| ----------- | ----------------------- | ------------------------------------------ |
| 1992 / 1994 | Jugate conmigo          | Estadio Obras Sanitarias / Teatro Gran Rex |
| 1996 - 2001 | Chiquititas             | Teatro Gran Rex                            |
| 2002 - 2003 | Rebelde Way             | Teatro Gran Rex                            |
| 2004 - 2005 | Floricienta             | Teatro Gran Rex                            |
| 2006        | Chiquititas sin fin     | Teatro Gran Rex                            |
| 2007 - 2010 | Casi ángeles            | Teatro Gran Rex                            |
| 2010        | Despertar de primavera  | Teatro Astral                              |
| 2013 - 2014 | Aliados                 | Teatro Gran Rex                            |
| 2018        | ViveRo, noche de sueños | Teatro Gran Rex                            |
| 2024        | Cris Morena Day x OLGA  | Teatro Gran Rex                            |
| 2025        | Margarita en vivo       | Movistar Arena (Buenos Aires)              |

## Premios y nominaciones
| Año  | Premio                                    | Categoría                                      | Nominado                   | Resultado |
| ---- | ----------------------------------------- | ---------------------------------------------- | -------------------------- | --------- |
| 1997 | Premios Martín Fierro                     | Mejor programa infantil/juvenil                | Chiquititas                | Ganador   |
| 1998 | Premios Martín Fierro                     | Mejor programa infantil/juvenil                | Chiquititas                | Ganador   |
| 1998 | Premios Martín Fierro                     | Mejor telenovela                               | Verano del 98              | Nominada  |
| 1999 | Premios Martín Fierro                     | Mejor programa infantil/juvenil                | Chiquititas                | Ganador   |
| 1999 | Premios Carlos Gardel                     | Mejor álbum infantil                           | Chiquititas vol. IV        | Nominado  |
| 2001 | Premios Carlos Gardel                     | Mejor álbum infantil                           | Chiquititas vol. V         | Nominado  |
| 2001 | Premios Carlos Gardel                     | Mejor álbum infantil                           | Chiquititas vol. VI        | Nominado  |
| 2002 | Premios Carlos Gardel                     | Mejor álbum infantil                           | Chiquititas: rincón de luz | Ganador   |
| 2002 | Premios Grammy Latinos                    | Mejor álbum infantil                           | Chiquititas vol. VII       | Nominado  |
| 2003 | Premios Martín Fierro                     | Mejor telenovela                               | Rebelde Way                | Nominada  |
| 2004 | Premios Clarín                            | Mejor ficción diaria de comedia                | Floricienta                | Nominada  |
| 2004 | Premios Clarín                            | Mejor espectáculo infantil teatral             | Floricienta en el Gran Rex | Ganador   |
| 2005 | Premios Martín Fierro                     | Mejor telecomedia                              | Floricienta                | Nominada  |
| 2005 | Premios Carlos Gardel                     | Mejor álbum infantil                           | Floricienta y su banda     | Ganador   |
| 2005 | Premios Grammy Latinos                    | Mejor álbum infantil                           | Floricienta y su banda     | Nominado  |
| 2005 | Premios Clarín                            | Mejor ficción diaria de comedia                | Floricienta                | Nominada  |
| 2005 | Premios Clarín                            | Mejor ficción diaria de comedia                | Amor mío                   | Nominada  |
| 2006 | Premios Carlos Gardel                     | Mejor álbum infantil                           | Floricienta 2              | Ganador   |
| 2006 | Premios Martín Fierro                     | Mejor telecomedia                              | Amor mío                   | Nominada  |
| 2007 | Premios Martín Fierro                     | Mejor comedia juvenil                          | Chiquititas 2006           | Nominada  |
| 2007 | Premios Martín Fierro                     | Mejor comedia juvenil                          | Alma pirata                | Ganadora  |
| 2008 | Premios Martín Fierro                     | Mejor programa juvenil                         | Casi ángeles               | Nominado  |
| 2009 | Premios Carlos Gardel                     | Mejor álbum banda de sonido de cine/televisión | Teen Angels II             | Nominado  |
| 2009 | Premios Martín Fierro                     | Mejor ficción juvenil                          | Casi ángeles               | Ganadora  |
| 2009 | Premios Clarín                            | Mejor ficción diaria de comedia                | Casi ángeles               | Ganadora  |
| 2009 | Premios Clarín                            | Mejor obra juvenil                             | Casi ángeles               | Ganadora  |
| 2009 | Los 40 Principales                        | Mejor artista de Argentina                     | Teen Angels                | Nominados |
| 2010 | Premios Martín Fierro                     | Mejor programa juvenil                         | Casi ángeles               | Ganador   |
| 2010 | Premios Carlos Gardel                     | Mejor álbum banda de sonido de cine/televisión | Teen Angels                | Nominado  |
| 2010 | Los 40 Principales                        | Mejor artista de Argentina                     | Teen Angels                | Nominados |
| 2011 | Premios Martín Fierro                     | Mejor programa juvenil                         | Casi ángeles               | Ganador   |
| 2011 | Nickelodeon Kids' Choice Awards Argentina | Mejor programa de TV latino                    | Casi ángeles               | Nominado  |
| 2011 | Nickelodeon Kids' Choice Awards Argentina | Mejor grupo latino                             | Teen Angels                | Ganador   |
| 2011 | Nickelodeon Kids' Choice Awards Argentina | Premio a la trayectoria                        | Ella misma                 | Ganadora  |
| 2011 | Premios Carlos Gardel                     | Mejor álbum infantil/juvenil                   | Teen Angels IV             | Nominado  |
| 2011 | Premios Quiero                            | Mejor video de banda                           | Que llegue tu voz          | Nominado  |

## Formatos vendidos
- Chiquititas

 Chiquititas (1997-2001) SBT

 Chiquititas (1998) TV Azteca

 Chiquititas (2007) Kanal D

 Chiquititas (2007-2008) SIC
  Chiquititas (2013-2015) SBT 
- Verano del 98

 Verano de amor (2009) Televisa

 Sueños de verano (2011) TVN
- Rebelde Way

 Rebelde (2004 - 2006) Televisa

 Remix (2004 - 2006) STAR One 

 Rebelde Way (2008 - 2009) SIC

 Corazón rebelde (2009) Canal 13

 Rebelde (2011 - 2012) RecordTV

 Rebelde (2022) Netflix

- Floricienta

 Floribella (2005 - 2006) Rede Bandeirantes

 Floribella (2006 - 2007) TVN

 Floricienta (2006 - 2007) Canal RCN

 Floribella (2006 - 2008) SIC

 Lola, érase una vez (2007 - 2008) Televisa

- Amor mío

 Amor mío (2006 - 2007) Televisa